# Boeing Vertol YUH-61

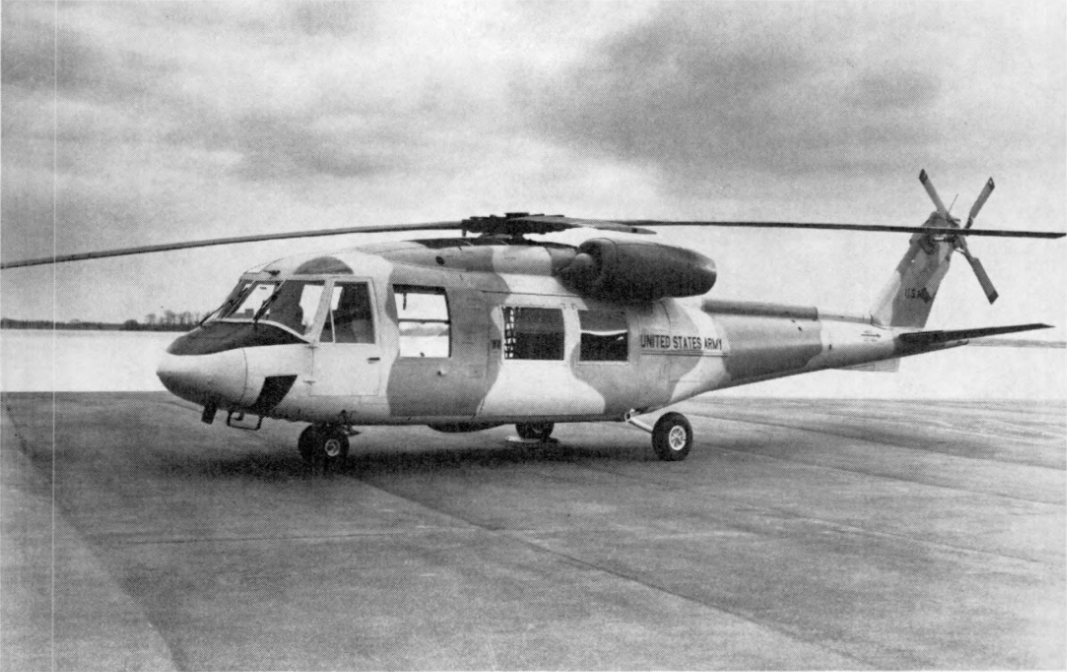
Prototyp YUH-61 w 1972 roku

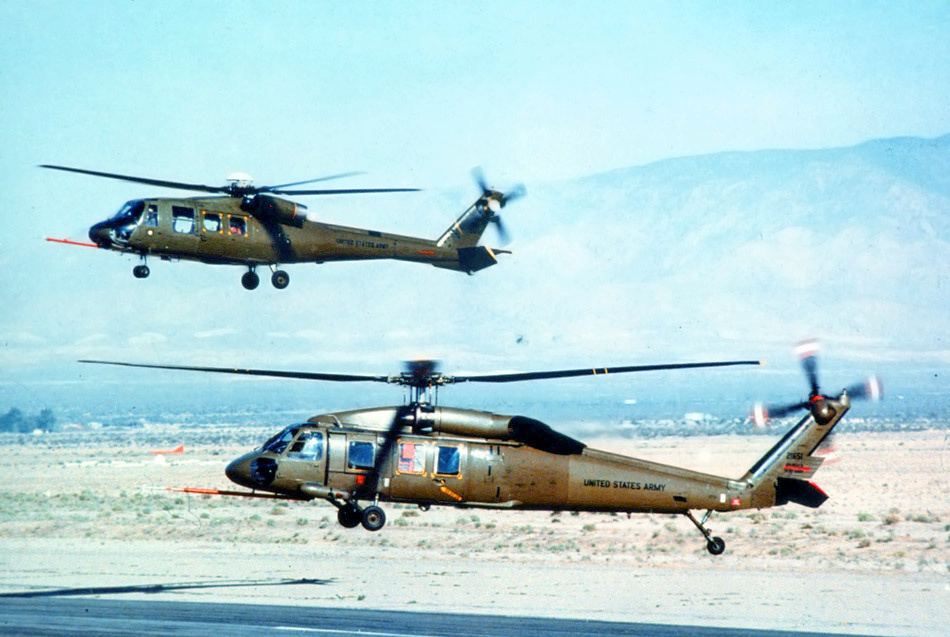
YUH-61 (u góry) wraz z konkurencyjnym YUH-60 podczas testów porównawczych

Boeing Vertol YUH-61 – amerykański prototypowy śmigłowiec wielozadaniowy, opracowany w latach 70. XX wieku przez spółkę Boeing Vertol. Powstał jako propozycja w ramach programu Utility Tactical Transport Aircraft System (UTTAS). Celem programu było opracowanie i wdrożenie następcy dla śmigłowców rodziny Bell UH-1 Iroquois używanych w United States Army. Koncepcja Boeinga przegrała rywalizację ze śmigłowcem YUH-60A opracowanym przez Sikorsky Aircraft, który wyewoluował później w śmigłowiec UH-60 Black Hawk. Wyprodukowano tylko trzy egzemplarze YUH-61.

## Historia
Program Utility Tactical Transport Aircraft System (UTTAS), uruchomiony przez amerykańskie wojska lądowe na początku lat 70. XX wieku w celu opracowania i wdrożenia następcy używanych wówczas śmigłowców rodziny Bell UH-1 Iroquois. Mimo że były to bardzo udane i lubiane przez personel maszyny, to lotnictwo amerykańskich wojsk lądowych poszukiwało zupełnie nowej konstrukcji o zdecydowanie większych możliwościach. W styczniu 1972 roku formalnie rozpoczęto poszukiwania nowej konstrukcji oraz określono wymagania.
Decydenci oczekiwali stworzenia śmigłowca o zwiększonej przeżywalności, większej manewrowości oraz lepszych osiągach w szerokim spektrum warunków atmosferycznych. Wymogiem było również zastosowanie dwóch silników, które gwarantowały większe bezpieczeństwo i niezawodność w trakcie lotu, większy udźwig oraz osiągi. Przy czym napęd cechować miał się solidną konstrukcją odporną na wysokie obciążenia przy realizacji misji bojowych oraz jednocześnie niskim poziomem skomplikowania ułatwiającym serwisowanie i naprawy. W ramach postępowania miały zostać przeprowadzone rygorystyczne testy opracowanych prototypów pod kątem spełnienia wymagań.
Do rywalizacji w programie stanęły dwie firmy: Boeing Vertol z koncepcją śmigłowca YUH-61 oraz Sikorsky Aircraft ze swoim YUH-60. Boeing zbudował trzy egzemplarze prototypowe (numery seryjne 73-21656, 73-21657 i 73-21658). Pierwszy egzemplarz oblatano 29 listopada 1974 roku. Od 1975 roku prowadzono testu obu zgłoszonych do konkursu śmigłowców. Równocześnie Boeing Vertol ukończył czwarty egzemplarz prototypowy, przeznaczony na rynek cywilny, oznaczony jako Model 179. Wariant cywilny dedykowany był do przewozu 14–20 pasażerów w zależności od konfiguracji. 
YUH-61A wyróżniał się zastosowaniem czterołopatowego wirnika głównego z materiałów kompozytowych oraz platformami i dostępami serwisowymi, umożliwiającymi łatwy dostęp do wszystkich głównych podzespołów mechanicznych. Śmigłowiec dodatkowo był nieco mniejszy i około 540 kg lżejszy od konkurencyjnego modelu YUH-60A. Ostatecznie w grudniu 1976 roku śmigłowiec YUH-60A (przyszły Sikorsky UH-60 Black Hawk) został ogłoszony zwycięzcą programu UTTAS. Po oficjalnym zakończeniu postępowania, wszystkie prototypy YUH-61A zostały zwrócone firmie Boeing-Vertol.
Po przegranej w postępowaniu na śmigłowiec dla wojsk lądowych, Boeing próbował swoich sił w innych programach. Zmodyfikowaną wersję YUH-61 oznaczoną jako Model 237 wystawiono do konkursu na przyszły śmigłowiec pokładowy Light Airborne Multi-Purpose System III (LAMPS III) dla United States Navy. Głównym konkurentem Boeinga był ponownie Sikorsky, który zaproponował morską odmianę śmigłowca S-70 (przyszły SH-60 Seahawk). Ponownie zwycięzcą postępowania został ogłoszony Sikorsky. Boeing próbował również zgłosić śmigłowiec opracowany na bazie doświadczeń z tworzenia YUH-61 w postępowaniu na nowy śmigłowiec uderzeniowy. W ostateczności maszyna nie zakwalifikowała się do postępowania. Nie wzbudziła też zainteresowania na rynku cywilnym. Dwa zachowane egzemplarze YUH-61 o numerach 73-21656 i 73-21658 eksponowane są w muzeum US Army Aviation Museum w Fort Novosel w stanie Alabama.

## Konstrukcja
Boeing Vertol YUH-61 był śmigłowcem wielozadaniowym, przeznaczonym do realizacji szerokiego spektrum zadań z zakresu wsparcia bojowego i transportu. Załogę stanowiło dwóch pilotów. Długość śmigłowca wraz z wirnikiem wynosiła 18,5 metra, zaś wysokość maszyny wynosiła jedynie 4,72 metra. Jednym z wymogów programu UTTAS była możliwość transportu śmigłowca w ładowni samolotu transportowego Lockheed C-130 Hercules, przez co konieczne było ograniczenie wysokości konstrukcji. Średnica wirnika głównego wynosiła 14,94 metra.
Masa własna YUH-61 wynosiła 4423 kg, a maksymalna masa startowa – 8029 kg. Napęd śmigłowca składał się z dwóch silników turbowałowych General Electric T700 o maksymalnej mocy 1536 KM każdy. Śmigłowiec był w stanie rozwijać prędkość maksymalną rzędu 286 km/h, zaś maksymalny zasięg bojowy oscylował w granicach 600 km. Pułap praktyczny wnosił 4267 m.
Konstruktorzy zdecydowali się zastosować czterołopatowy wirnik nośny o konstrukcji bezprzegubowej. Łopaty wykonano z materiałów kompozytowych, co pozwoliło ograniczyć zbędną masę śmigłowca. Łopaty były również składane. Dodatkowo w konstrukcji kadłuba zastosowano specjalne podesty i dostępy serwisowe, by ułatwić serwis śmigłowca. Dzięki temu personel techniczny mógł dostać się do większości głównych podzespołów mechanicznych, bez konieczności demontażu elementów kadłuba.